# دو دو مایل
دو دو مایل (انگلیسی: Two miles) (معادل ۱۰،۵۶۰ پا یا ۳،۲۱۸.۶۸۸ متر) یکی از رشته‌های تاریخی دو نیمه‌استقامت است. دو دو مایل بدلیل ارزش تاریخی آن همچنان در بعضی از مسابقات برگزار می‌شود اما تا حد زیادی با دو ۳۰۰۰ متر و دو ۵۰۰۰ متر جایگزین شده است. اتحادیه بین‌المللی فدراسیون‌های دو و میدانی (IAAF) دیکر رکوردهای جهانی این رشته را به طور رسمی ثبت نمی‌کند.
رکورد جهانی این رشته در بخش مردان با زمان ۷:۵۸.۶۱ توسط دانیل کومن از کنیا در ۱۹ ژوئیه ۱۹۹۷ در اکتل-اکسل بلژیک و در بخش زنان با زمان ۸:۵۸.۵۸ توسط  دونده اتیوپیایی مسرت دفار در تاریخ ۱۴ سپتامبر ۲۰۰۷ در بروکسل بلژیک به ثبت رسید.

## بهترین رکوردها
- i = مسابقات داخل سالن

### مردان
- بروزرسانی در فوریه ۲۰۱۷٫[۱]

| رتبه | زمان      | دونده          | ملیت         | تاریخ          | مکان      | منبع  |
| ---- | --------- | -------------- | ------------ | -------------- | --------- | ----- |
| ۱    | ۷:۵۸٫۶۱   | Daniel Komen   | کنیا         | ۱۹ ژوئیه ۱۹۹۷  | اکتل-اکسل |       |
| ۲    | ۸:۰۱٫۰۸   | هایله گبرسلاسی | اتیوپی       | ۳۱ مه ۱۹۹۷     | هنگلو     |       |
| ۳    | ۸:۰۳٫۴۰ i | محمد فرح       | بریتانیا     | ۲۱ فوریه ۲۰۱۵  | بیرمنگام  |       |
| ۴    | ۸:۰۳٫۵۰   | Craig Mottram  | استرالیا     | ۱۰ ژوئن ۲۰۰۷   | یوجین     |       |
| ۵    | ۸:۰۴٫۳۵ i | کننیسا بکله    | اتیوپی       | ۱۶ فوریه ۲۰۰۸  | بیرمنگام  |       |
| ۶    | ۸:۰۴٫۸۳   | تاریکو بکله    | اتیوپی       | ۱۰ ژوئن ۲۰۰۷   | یوجین     |       |
| ۷    | ۸:۰۶٫۴۸i  | Paul Koech     | کنیا         | ۱۶ فوریه ۲۰۰۸  | بیرمنگام  |       |
| ۸    | ۸:۰۶٫۶۱i  | هشام الگروج    | مراکش        | ۲۳ فوریه ۲۰۰۳  | لیئون     |       |
| ۹    | ۸:۰۷٫۰۷   | Matt Tegenkamp | ایالات متحده | ۱۰ ژوئن ۲۰۰۷   | یوجین     |       |
| ۱۰   | ۸:۰۷٫۳۹   | الیود کیپچوگه  | کنیا         | ۱۸ فوریه ۲۰۱۲  | بیرمنگام  |       |
| ۱۱   | ۸:۰۷٫۴۱ i | گلن راپ        | ایالات متحده | ۲۵ ژانویه ۲۰۱۴ | بوستون    |       |
| ۱۲   | ۸:۰۸٫۱۶i  | Moses Kipsiro  | اوگاندا      | ۱۸ فوریه ۲۰۱۲  | بیرمنگام  |       |
| ۱۳   | ۸:۰۸٫۳۹i  | Markos Geneti  | اتیوپی       | ۲۰ فوریه ۲۰۰۴  | بیرمنگام  |       |
| ۱۴   | ۸:۰۹٫۰۱   | Moses Kiptanui | کنیا         | ۳۰ ژوئیه ۱۹۹۴  | اکتل-اکسل |       |
| ۱۵   | ۸:۰۹٫۴۹ i | Bernard Lagat  | ایالات متحده | ۱۶ فوریه ۲۰۱۳  | نیویورک   | [ ۲ ] |
| ۱۶   | ۸:۰۹٫۶۶i  | Hailu Mekonnen | اتیوپی       | ۱۸ فوریه ۲۰۰۱  | بیرمنگام  |       |
| ۱۷   | ۸:۱۰ ۵۹   | Benjamin Limo  | کنیا         | ۲۸ مه ۲۰۰۶     | یوجین     |       |
| ۱۸   | ۸:۱۰٫۷۸i  | Arne Gabius    | آلمان        | ۱۸ فوریه ۲۰۱۲  | بیرمنگام  |       |
| ۱۹   | ۸:۱۰٫۹۸   | Khalid Boulami | مراکش        | ۶ ژوئیه ۱۹۹۶   | اکتل-اکسل |       |
| ۲۰   | ۸:۱۱٫۳۳ i | Ben True       | ایالات متحده | ۱۱ فوریه ۲۰۱۷  | نیویورک   | [ ۳ ] |
| ۲۱   | ۸:۱۱٫۴۸   | Alan Webb      | ایالات متحده | ۴ ژوئن ۲۰۰۵    | یوجین     |       |
| ۲۲   | ۸:۱۱٫۵۶ i | Ryan Hill      | ایالات متحده | ۱۱ فوریه ۲۰۱۷  | نیویورک   |       |
| ۲۳   | ۸:۱۱٫۵۹   | Bob Kennedy    | ایالات متحده | ۱۹ ژوئیه ۱۹۹۷  | اکتل-اکسل |       |
| ۲۴   | ۸:۱۱٫۶۲   | Boaz Cheboiywo | کنیا         | ۱۸ فوریه ۲۰۱۲  | یوجین     |       |
| ۲۵   | ۸:۱۱٫۷۳   | Ismaïl Sghyr   | مراکش        | ۶ ژوئیه ۱۹۹۶   | اکتل-اکسل |       |

#### یادداشت
فهرست دیگر زمان‌های برابر یا بهتر از ۸:۰۷٫۴۶:
- دانیل کومن ۷:۵۸٫۹۱ (۱۹۸۸), ۸:۰۳٫۵۴ (۱۹۹۶)٫
- هایله گبرسلاسی ۸:۰۱٫۷۲ (۱۹۹۹), ۸:۰۱٫۸۶ (۱۹۹۹), ۸:۰۷٫۴۶ (۱۹۹۵)٫

### زنان
- بروزرسانی در مه ۲۰۱۷٫[۴]

| رتبه | زمان     | دونده            | ملیت         | تاریخ           | مکان     | منبع |
| ---- | -------- | ---------------- | ------------ | --------------- | -------- | ---- |
| ۱    | ۸:۵۸٫۵۸  | مسرت دفار        | اتیوپی       | ۱۴ سپتامبر ۲۰۰۷ | بروکسل   |      |
| ۲    | ۹:۰۰٫۴۸i | گنزبه دیبابا     | اتیوپی       | ۱۵ فوریه ۲۰۱۴   | بیرمنگام |      |
| ۳    | ۹:۱۱٫۴۹  | مرسی چرونو       | کنیا         | ۲۴ اوت ۲۰۱۴     | بیرمنگام |      |
| ۴    | ۹:۱۲٫۲۳i | تیرونش دیبابا    | اتیوپی       | ۲۰ فوریه ۲۰۱۰   | بیرمنگام |      |
| ۵    | ۹:۱۲٫۳۵i | ویویان چرویوت    | کنیا         | ۲۰ فوریه ۲۰۱۰   | بیرمنگام |      |
| ۶    | ۹:۱۲٫۵۹  | Viola Kibiwott   | کنیا         | ۲۴ اوت ۲۰۱۴     | بیرمنگام |      |
| ۷    | ۹:۱۲٫۶۸i | Sentayehu Ejigu  | اتیوپی       | ۲۰ فوریه ۲۰۱۰   | بیرمنگام |      |
| ۸    | ۹:۱۲٫۹۰  | Irene Jelagat    | کنیا         | ۲۴ اوت ۲۰۱۴     | بیرمنگام |      |
| ۹    | ۹:۱۳٫۸۵  | Mimi Belete      | بحرین        | ۳۱ مه ۲۰۱۴      | یوجین    |      |
| ۱۰   | ۹:۱۳٫۹۴i | Kim Smith        | نیوزلند      | ۲۶ ژانویه ۲۰۰۸  | بوستون   |      |
| ۱۱   | ۹:۱۴٫۰۹  | Priscah Cherono  | کنیا         | ۱۴ سپتامبر ۲۰۰۷ | بروکسل   |      |
| ۱۲   | ۹:۱۶٫۶۲  | Sylvia Kibet     | کنیا         | ۱۴ سپتامبر ۲۰۰۷ | بروکسل   |      |
| ۱۳   | ۹:۱۶٫۹۵  | Betsy Saina      | کنیا         | ۲۴ اوت ۲۰۱۴     | بیرمنگام |      |
| ۱۴   | ۹:۱۸٫۲۶  | Viola Kibiwott   | کنیا         | ۱۴ سپتامبر ۲۰۰۷ | بروکسل   |      |
| ۱۵   | ۹:۱۸٫۳۵i | جنیفر سیمپسون    | ایالات متحده | ۲ فوریه ۲۰۱۵    | بوستون   |      |
| ۱۶   | ۹:۱۹٫۳۹i | Jessica Augusto  | پرتغال       | ۲۰ فوریه ۲۰۱۰   | بیرمنگام |      |
| ۱۷   | ۹:۱۹٫۵۶  | Sonia O'Sullivan | ایرلند       | ۲۷ ژوئن ۱۹۹۸    | کورک     |      |
| ۱۸   | ۹:۲۰٫۲۵  | Shannon Rowbury  | ایالات متحده | ۳۱ مه ۲۰۱۴      | یوجین    |      |
| ۱۹   | ۹:۲۰٫۸۱  | Alemitu Haroye   | اتیوپی       | ۲۴ اوت ۲۰۱۴     | بیرمنگام |      |
| ۲۰   | ۹:۲۱٫۰۴i | Sally Kipyego    | کنیا         | ۸ فوریه ۲۰۱۴    | بوستون   |      |
| ۲۱   | ۹:۲۱٫۳۵  | Amy Rudolph      | ایالات متحده | ۲۷ ژوئن ۱۹۹۸    | کورک     |      |
| ۲۲   | ۹:۲۱٫۵۹i | Hiwot Ayalew     | اتیوپی       | ۱۵ فوریه ۲۰۱۴   | بیرمنگام |      |
| ۲۳   | ۹:۲۳٫۳۲  | Beleynesh Oljira | اتیوپی       | ۳۱ مه ۲۰۱۴      | یوجین    |      |
| ۲۴   | ۹:۲۳٫۳۸i | Regina Jacobs    | ایالات متحده | ۲۷ ژانویه ۲۰۰۲  | بوستون   |      |
| ۲۵   | ۹:۲۳٫۵۲  | Susan Krumins    | هلند         | ۲۴ اوت ۲۰۱۴     | بیرمنگام |      |

#### یادداشت
فهرست دیگر زمان‌های برابر یا بهتر از ۹:۱۳٫۲۷:
- مسرت دفار (۹:۰۶٫۲۶ i (۲۰۰۹), ۹:۱۰٫۴۷ (۲۰۰۷), ۹:۱۰٫۵۰ i (۲۰۰۸٫
- Mercy Cherono ۹:۱۳٫۲۷ (۲۰۱۴)٫